# ارمغان حجاز
ارمغان حجاز (اردو: ارمغان حجاز) نام کتابی است نوشته نویسنده بزرگ پاکستانی، اقبال لاهوری که چند ماه پیش از درگذشت شاعر در ۱۹۳۸ به چاپ رسید. ارمغان حجاز کتابی فلسفی است که به شعر و به زبان فارسی نوشته شده‌است.